# Maigret e la ragazza di provincia
Maigret e la ragazza di provincia (titolo originale francese L'Inspecteur Cadavre), pubblicato ora in Italia come L'ispettore Cadavre, è un romanzo poliziesco di Georges Simenon con protagonista il commissario Maigret, il venticinquesimo della serie dedicata al celebre ispettore della polizia francese. È ambientato a Saint-Aubin-les-Marais, un piccolo villaggio della Vandea; in realtà, si tratta di un luogo immaginario, che Simenon ha situato in Vandea, probabilmente perché conosceva molto bene quei luoghi avendoci vissuto per tutto il periodo della seconda guerra mondiale.
Qui si palesa, più che altrove, la vena "popolana" di Maigret, la sua volontà di schierarsi dalla parte dei più deboli, dei semplici: mostra apertamente il suo disprezzo nei confronti di onorati e ricchi borghesi, che si discolpano dai crimini commessi con attenuanti, cercando di mantenere l'onore e il rispetto della società a cui appartengono. Vi sono riferimenti alle tensioni sociali e ai disordini politici che scoppiarono negli Anni Trenta in Francia, e anche accenni alle repressioni da parte dei grandi proprietari. La "coscienza di classe" di Maigret, che sempre di più si identifica con quella del suo autore, ne esce quasi rafforzata.

## Pubblicazione
Il romanzo fu iniziato nel 1941 al Château de Terre-Neuve di Fontenay-le-Comte e completato a Saint-Mesmin, nel marzo del 1943. Fu pubblicato in Francia presso Gallimard, il 5 gennaio 1944, all'interno della raccolta Signé Picpus, contenente anche altri due romanzi con Maigret, Maigret e la chiromante e La ragazza di Maigret e cinque novelle esotiche.

## Trama

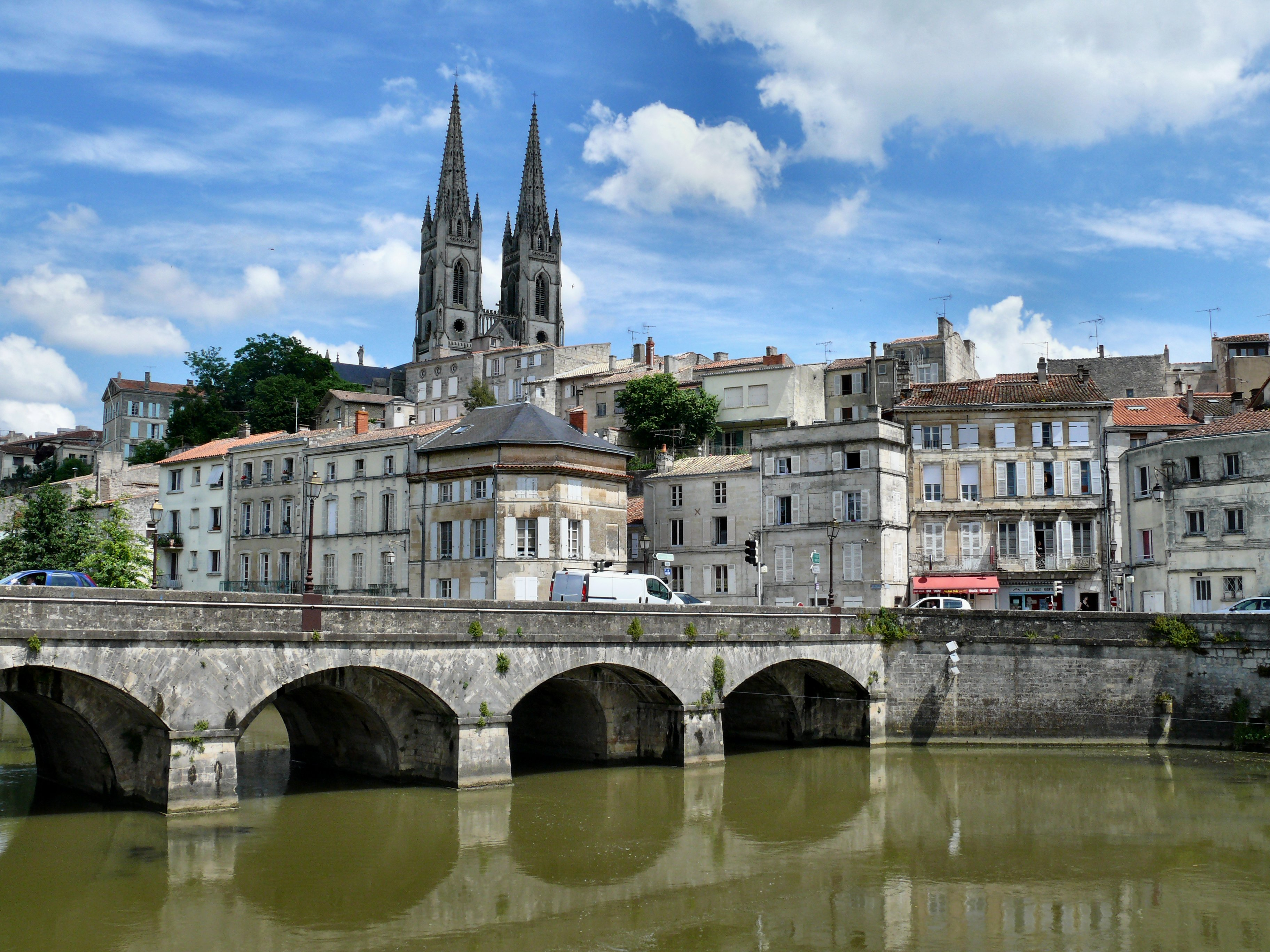
Panorama di Niort dal fiume Sevre Niortaise, dipartimento Deux-Sevres, nella regione Poitou-Charentes, Francia, Maggio 2008

Maigret si trova ad indagare, stavolta a titolo privato, nuovamente fuori Parigi, più precisamente a Saint-Aubin-les-Marais, villaggio immaginario nei pressi di Niort, in Vandea, sulla morte di un giovane, Albert Retailleau, che è stato travolto da un treno proprio poco distante dalla proprietà di un ricco possidente, tale Étienne Naud, cognato del giudice Bréjon; per far tacere i sospetti e dissipare le voci e le ombre che vogliono Naud implicato nell'omicidio, la moglie di questi, Louise Bréjon, prega il fratello di far intervenire Maigret. Un altro poliziotto indaga sugli stessi accadimenti: è l'ispettore Cavre, che aveva lavorato per vent'anni con Maigret e che è stato costretto a dimettersi a causa di non meglio precisati problemi e che è sarcasticamente soprannominato Cadavre dai suoi ex colleghi per il suo aspetto pallido e macilento. Cavre evita malcelatamente Maigret: i due si incrociano e sembrano seguire le stesse piste, ma non si rivolgono la parola. In città nessuno vuole aiutare il commissario a sbrogliare la matassa, ad eccezione di un giovane, Louis Fillou, amico della vittima che spiega a Maigret come Albert non possa essere stato travolto dal treno a causa del berretto che portava e che è stato ritrovato dal cantoniere Desiré distante dal corpo. Il berretto però è sparito ed il cantoniere, un vecchio ubriacone, non ricorda nulla ma si trova per le mani una notevole somma. Il commissario prosegue con le indagini e le domande e viene a scoprire che Geneviève, giovane figlia dei Naud, ha un segreto che la porta ad uscire di notte e la stessa confessa a Maigret che aveva un flirt con Albert e di essere incinta di lui, che era andato a trovarla proprio la notte in cui è stato ucciso. Maigret nel frattempo scopre dove alloggia Cavre e lo affronta direttamente e dallo scontro emerge la verità: anni prima era stato costretto alle dimissioni proprio dallo stesso commissario per gravi comportamenti scorretti ed irregolarità procedurali, corruzione ed occultamento di prove; Cavre ora dirige un'agenzia investigativa apparentemente al soldo di qualcuno che non vuol rivelare. Maigret scopre che in realtà l'amante di Geneviève è il ricco possidente Alban Grout-Cotelle, amico di famiglia dei Naud che aveva fornito un alibi a Étienne Naud per la notte dell'incidente; Alban ha messo incinta la ragazza. Maigret casualmente sente una telefonata compromettente tra il giudice Brejon ed il cognato Naud: quest'ultimo, preoccupato per le domande che Maigret sta facendo vuole che il magistrato lo richiami a Parigi. Durante un colloquio con Alban Grout-Cotelle, questi, rivelandosi una persona cinica ed amorale, dice a Maigret che non ama Geneviève, che si è voluto solo divertire non volendo sposare la ragazza e divorziare dalla ricca moglie; Geneviève ascolta non vista queste parole e tenta il suicidio; la moglie di Grout-Cotelle sa della tresca avvertita da Geneviève e non è minimamente preoccupata: la scelta di comodo era caduta su Albert. Maigret, disgustato da questi comportamenti, affronta Naud ed alla fine la verità viene a galla: la notte dell'incidente aveva sorpreso Albert Retailleau mentre scendeva da una scala uscendo di soppiatto dalla stanza di Geneviève, lo aveva affrontato e di fronte alle provocazioni e gli insulti rivolti dal giovane alla figlia lo aveva picchiato fino ad ucciderlo. Rendendosi conto dell'accaduto aveva simulato un incidente con il treno spostando il cadavere sulla ferrovia avvertendo solo la moglie e Grout-Cotelle di quanto era successo; Maigret non potendo avviare indagini ufficiali, disgustato, ritorna a Parigi. Due anni dopo riceve la notizia che Alban Grout-Cotelle ha sposato Geneviève dopo aver divorziato dalla prima moglie.

## Adattamenti

### Televisione
- Episodio dal titolo L'Inspecteur Cadavre, facente parte della serie televisiva Les enquêtes du commissaire Maigret per la regia di Michel Drach, trasmesso per la prima volta su Antenne 2 il 13 agosto 1968, con Jean Richard nel ruolo del commissario Maigret.
- Episodio dal titolo Maigret et l'inspecteur Cadavre, facente parte della serie televisiva Il commissario Maigret per la regia di Pierre Joassin, trasmesso per la prima volta il 9 gennaio 1998, con Bruno Cremer nel ruolo del commissario Maigret. In Italia l'episodio è stato trasmesso col titolo Maigret e la ragazza di provincia. É ambientato in Belgio anziché in Francia.

## Edizioni italiane
- Maigret e la ragazza di provincia, traduzione di Roberto Cantini, Collana Il Girasole. Biblioteca Economica n.147, Milano, Arnoldo Mondadori Editore, 1960.[5] - Collana Le Inchieste del Commissario Maigret n.50, Mondadori, 1968; Collana Oscar n.745, Mondadori, 1977
- in  L'ispettore Maigret. Vol. II, traduzione di R. Cantini, Collezione Omnibus gialli e di fantascienza, Milano, Mondadori, 1961.
- Maigret in provincia. Tre romanzi, traduzione di R. Cantini, Collana Le inchieste del commissario Maigret n.6 (nuova serie), Milano, Mondadori, 1980. [contiene anche: Il cane giallo e Maigret ha paura ]
- Maigret e la ragazza di provincia, traduzione di Emanuela Fubini, Collana Oscar Gialli n.212, Milano, Mondadori, 1990.[6]
- L'ispettore Cadavre, traduzione di Fabrizio Ascari, Collana gli Adelphi n.147, Milano, 1999,  pp. 153, ISBN 978-88-459-1439-3.
- in  I Maigret 5, traduzione di F. Ascari, a cura di Ena Marchi e Giorgio Pinotti, Collana gli Adelphi. Le inchieste di Maigret, Milano, Adelphi, 2014, ISBN 978-88-459-2918-2. - nuova ed., Adelphi, 2019, ISBN 978-88-459-3377-6.